# ماتس ليندغرين
ماتس ليندغرين (بالسويدية: Mats Lindgren)‏ هو لاعب هوكي الجليد سويدي، ولد في 1 أكتوبر 1974 في سكيلفتيا في السويد.

## وصلات خارجية
- ماتس ليندغرين على موقع دوري الهوكي الوطني (الإنجليزية)
- ماتس ليندغرين على موقع قاعة مشاهير الهوكي (لاعب أن.إتش.أل) (الإنجليزية)
- ماتس ليندغرين على موقع EliteProspects.com (الإنجليزية)
- ماتس ليندغرين على موقع Eurohockey.com (الإنجليزية)
- ماتس ليندغرين على موقع HockeyDB.com (الإنجليزية)
- ماتس ليندغرين على موقع Hockey-Reference.com (الإنجليزية)
- ماتس ليندغرين على موقع أوليمبيديا (الإنجليزية)
- ماتس ليندغرين على موقع اللجنة الأولمبية السويدية (السويدية)